# اللحية في الإسلام

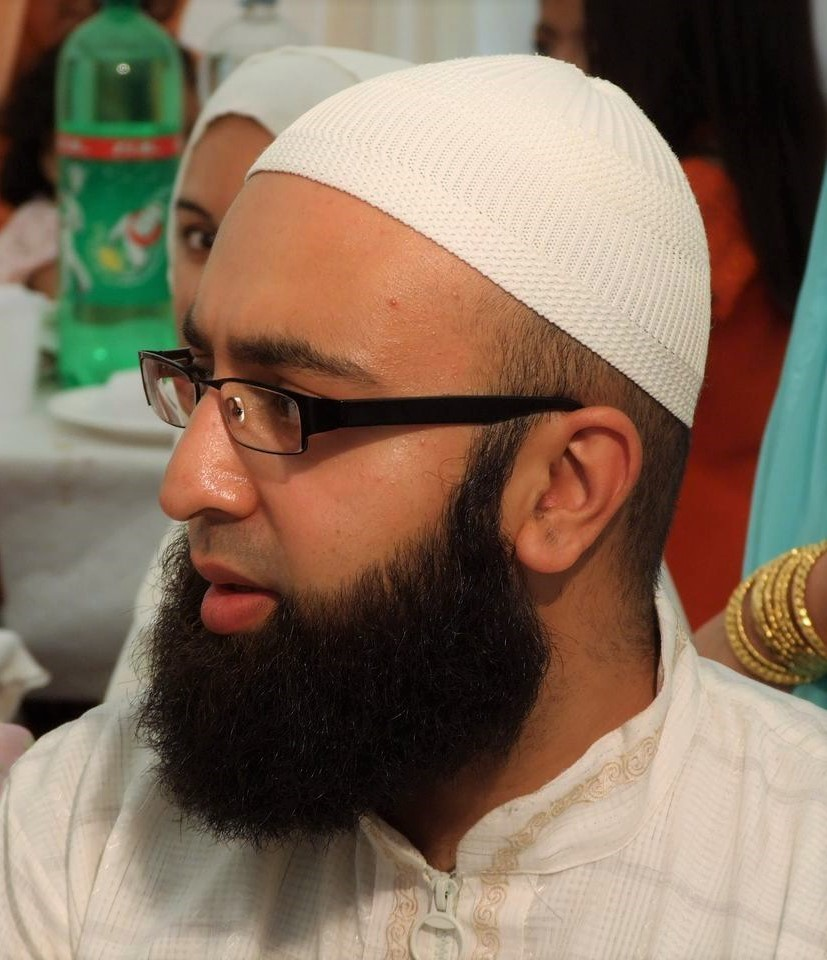
إعفاء اللحية في دين الإسلام

اللحية في الإسلام يقصد بها الأحكام المتعلقة باللّحية وفقًا للفقه الإسلامي.

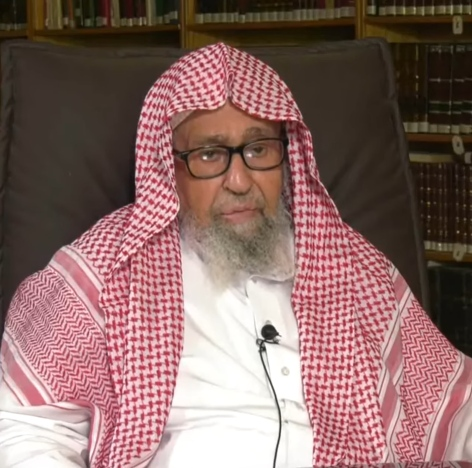
صورة شخصية للشيخ صالح الفوزان.

## أحكامها
إعفاء اللحية فيه ثلاثة أقوال للعلماء:
القول الأول: أنه واجب عند جمهور المسلمين، فالرسول يقول: «خالفوا المشركين وفروا اللحى وأحفوا الشوارب». يفسر جمهور علماء الإسلام هذا الحديث بوجوب إعفاء اللحية لدى رجال المسلمين، فقد ثبت عنه من حديث ابن عمر، في الصحيحين وغيرهما أنه قال: «قصوا الشوارب وأعفوا اللحى»، وفي لفظ: «قصوا الشوارب ووفروا اللحى خالفوا المشركين»، وفي رواية مسلم عن أبي هريرة عن النبي أنه قال: «جزوا الشوارب وأرخوا اللحى خالفوا المجوس»، ففي هذه الأحاديث الصحيحة وجد فيه علماء الدين الإسلامي الصراحة بإعفاء اللحى وتوفيرها وإرخائها وقص الشوارب؛ مخالفة للمشركين والمجوس، والأصل في الأمر الوجوب.
وروى مسلم في صحيحه عن أم المؤمنين عائشة قالت:« قال رسول الله: "عشر من الفطرة: قص الشارب، وإعفاء اللحية، والسواك، وانتقاص الماء، قال زكريا: قال مصعب: ونسيت العاشرة إلا أن تكون المضمضة».
القول الثاني: يذهب علماء آخرون إلى أن إعفاء اللحية ليس واجبًا وإنما هو مستحب فحسب، وهذا القول هو المعتمد عند الشافعية. وقالوا أن القائلين بالوجوب قد استدلوا بحديث أبي هريرة: «الفطرة خمسٌ: الاختِتان والاستِحداد وقصُّ الشاربِ وتقليمُ الأظفار ونتف الإبْط» متفق عليه.
كما رد الشافعية عليهم في استدلالهم على الوجوب بحديث «أعفوا اللِّحى» بأن هذا الحكم الوارد بالحديث حكم (معلل) أي وردت له علة وسبب وهي مخالفة المجوس والمشركين، ولما بحث العلماء عن حكم مخالفة المشركين وجدوا أنها ليست على الوجوب، بدليل قول النبي محمد ﷺ(غيّروا الشيب ولا تتشبهوا باليهود) ولم يقل أحد من العلماء أن صبغ الشعر واجب لأجل مخالفة اليهود. فكذلك يكون الأمر بالنسبة لإعفاء اللحية سواء بسواء، فلو كان الأمر للوجوب بإطلاق لكان تغيير الشيب واجباً أيضاً، وهذا غير حاصل، فينسحب عليه نفس حكم إعفاء اللحية. كما أن الأمر بإعفاء اللحية جاء دوماً مرتبطاً مع إحفاء الشارب، وهو مستحب بالاتفاق كما ذكر الامام النووي.
القول الثالث: أن إطلاق اللحية ليس مستحبًّا ولا واجبًا وإنما هو من سُنن العادات كالأكل والشرب والهيئة واللباس إلخ. وهذا ما ذهب إليهِ جمع من العلماء المعاصرين مثل محمود شلتوت ومحمد أبو زهرة، وقد ذكرت دار الإفتاء المصرية هذا الرأي في الفتوى التي أصدرتها في اللحية. (فتوى رقم مسلسل 261 بتاريخ 11/15/ 2005) وذكرت أن الأوامر المتعلقة بالعادات والأكل والشرب واللبس والجلوس والهيئة إلخ تُحْمَل على الندب لقرينة تعلقها بهذه الجهات.
وأصحاب هذا الرأي يشتركون مع الشافعية في أنها من سنن العادات، ولكن بينما ذهب الشافعية إلى الندب والاستحباب، ذهب هؤلاء إلى الإباحة، أي أن الحكم أنه لا يثاب فاعلها (لأنها عادة لا عبادة) ولا يعاقب تاركها.

## آراء أئمة المذاهب الأربعة

### آراء أئمة المذاهب القائلين بالوجوب
- الحنفية قال في الدر المختار، ويحرم على الرجل قطع لحيته وصرح في النهاية بوجوب قطع ما زاد على القبضة، وأما الأخذ منها دون ذلك كما يفعله بعض الرجال فلم يبحه أحد، وأخذ كلها فعل يهود الهند ومجوس الأعاجم.اهـ. (يعني بمخنثة الرجال: المتشبهين من الرجال بالنساء، ومنه الحديث الصحيح عن النبي: أنه لعن المخنثين من الرجال والمترجلات من النساء).
- المالكية ليس هناك نص عن مالك ولا وأصحابه، لكن الذي قرره أكثر المتأخرين هو التحريم، وبعضهم قال بالكراهة. قال القاضي المالكي عياض (ت544هـ) في «إكمال المعلم بفوائد مسلم» (والنقل من غيره) (2|63) عن أحكام اللحية: «يكره حلقها وقصُّها وتحذيفها. وأما الأخذ من طولها وعرضها فحسن.[6] ذهب في شرح الرسالة لأبي الحسن وحاشيته للعلامة العدوي إلى حرمة حلق اللحية وكذا قصها إذا كان يحصل به مثلة، وأما إذا طالت قليلاً وكان القص لا يحصل به مثلة فهو خلاف الأولى أو مكروه.
- الشافعية. الأَْصَحُّ عِنْدَ الشَّافِعِيَّةِ: أَنَّ حَلْقَ اللِّحْيَةِ مَكْرُوهٌ.[7] قال النووي: “وَالْمُخْتَارُ تَرْكُ اللِّحْيَةِ عَلَى حَالِهَا وَأَلَّا يَتَعَرَّضَ لها بتقصير شئ أَصْلًا”.[8] وقال في شرح العباب «فائدة» قال الشيخان: يكره حلق اللحية واعترضه ابن الرفعة بأن الشافعي نص في الأم على التحريم. وقال الأذرعي كما في حاشية الشرواني 9/376: الصواب تحريم حلقها جملة لغير علة بها. أ هـ. ومثله في حاشية ابن قاسم العبادي على الكتاب المذكور. وقال المناوي: «(وأعفوا اللحى) وفروها فلا يجوز حلقها ولا نتفها ولا قص الكثير منها كذا في التنقيح».[9]
- الحنابلة نص في تحريم حلق اللحية، فمنهم من صرح بأن المعتمد حرمة حلقها، ومنهم من صرح بالحرمة ولم يحك خلافا كصاحب الإنصاف، كما يعلم ذلك بالوقوف على شرح المنتهي وشرح منظومة الآداب وغيرهما. [10]

معنى حف الشارب: أخرج الترمذي (5|93) حديثًا: «من لم يأخذ من شاربه فليس منا»، وصححه. وهذا صريحٌ في أن المراد بعض الشارب، أي المقصود هو القص لا الحلق. فالسنة هي المبالغة بالتقصير دون الإزالة.

### آراء أئمة المذاهب القائلين بالاستحباب
- الشافعية: المعتمد عند المعاصرين من الشافعية هو الكراهية لا التحريم. على خلاف ما كان عليه متقدمو ومتأخرو الشافعية، كما قال ابن الملقن: “وقال الحليمي في منهاجه: لا يحل لأحد أن يحلق لحيته ولا حاجبيه”.[11] وليس للإمام الشافعي نص في المسألة ولا أحد من أصحابه، ولكن المعاصرون قالوا بالاستحباب بناء على أصول المذهب.

أما قول ابن الرفعة (معاصر لابن تيمية) بأن الشافعي نص في كتاب «الأم» على التحريم، فقال المعاصرون أنه غلطٌ منه في الفهم. فكلام الشافعي (6|88) في «جراح العمد» عن الحلق: «وهو وإن كان في اللحية لا يجوز...». وكلمة لا يجوز قد تعني الكراهة كذلك، فلذلك لم يره محققو الشافعية نصاً في التحريم.
والحليمي (ت403) الذي ربما يكون أول من قال بالتحريم من الشافعية، قد سبقه الخطابي (ت388) وقد قال بكراهة الحلق وندب التوفير في «معالم السنن». والفتوى عند الشافعية المتأخرين تكون على ما قرره الرافعي والنووي، وابن حجر والرملي. وقد ذكر الغزالي (505هـ) في «إحياء علوم الدين» (1|142) خصال مكروهة في اللحية منها: «نتفها أو بعضها بحُكم العَبَث والهوس، وذلك مكروه»، والنتف أشد من الحلق.
كما نقل النووي (676هـ) في شرح مسلم (3|149) عن العلماء، حيث ذكر اثنا عشر خصلة مكروهة في اللحية، منها: «حلقها». ونص صراحة على الكراهية في كتابه «التحقيق» الذي كتبه بعد المجموع والروضة، كما في مقدمته. وكذلك فهم المتأخرون من الشافعية كلام الشافعي على الكراهة. ويكفي في ذلك الفقيه ابن حجر الهيتمي إذ هو عمدة المتأخرين، فانظر كلامه في «تحفة المحتاج» والحواشي عليه (9|376)، وفي الحاشية النص على أن الرافعي والنووي يريان الكراهة. وقال الرملي الشافعي في فتاواه (4|69): «حلق لحية الرجل ونتفها مكروه لا حرام. وقول الحليمي في منهاجه: «لا يحل لأحد أن يحلق لحيته ولا حاجبيه»، ضعيف». وفي حاشية البجيرمي على الخطيب (كتاب الشهادات)، الكراهية كذلك.
- المالكية: قال مالك: “وَتُحْفَى الشَّوَارِبُ وَتُعْفَى اللِّحَى وَلَيْسَ إِحْفَاءُ الشَّارِبِ حَلْقَهُ” [12] ، كما أن الذي قرره أكثر المتأخرين هو التحريم، وبعضهم قال بالكراهة. قال القاضي المالكي عياض (ت544هـ) في «إكمال المعلم بفوائد مسلم» (والنقل من غيره) (2|63) عن أحكام اللحية: «يكره حلقها وقصُّها وتحذيفها. وأما الأخذ من طولها وعرضها فحسن».
- الحنابلة: الكراهة في رواية عن أحمد. إذ سأله مُهنّا (كما في المغني 1|66) عن حف الوجه، فقال: «ليس به بأس للنساء، وأكرهه للرجال». والحف هو أخذ الشعر من الوجه، والكراهة التنزيهية هي الأصل كما قرره بكر في «المدخل». وأول من صرح بالتحريم من الحنابلة هو ابن تيمية (ت728هـ) ثم تلامذته. بينما الذي كان قبل ذلك هو التنصيص على الندب والاستحباب والسُنّية. فمثلاً قال الشمس (وهو ممن لا يخرج عن أقوال أحمد، ت682هـ) في الشرح الكبير (1|255): «ويستحب إعفاء اللحية». وقال ابن تميم الحراني (ت675هـ) في مختصره (1|132): «ويستحب توفير اللحية». وقال ابن عمر الضرير (ت 684هـ) في الحاوي الصغير (ص26): «ويسن أن يكتحل وترا بإثمد، ويدهن غبا، ويغسل شعره ويسرحه ويفرقه، ويقص شاربه، ويعفي لحيته». وقال ابن عبد القوي (ت699هـ) في «منظومة الآداب» (ص40): «وإعفاء اللحى نُدب».

## آراء أهل العلم
- اتفقت المذاهب الأربعة على استحباب توفير اللحية والأخذ القريب منه:
- النووي في شرح مسلم لحديث ابن عمر وأبي هريرة لما ذكر كلام القاضي عياض في شرح حديث ابن عمر وأبي هريرة، بأنهما يأخذان من اللحية، ما نصه: (والمختار ترك اللحية على حالها وألا يتعرض لها بتقصير شيء أصلا، والمختار في الشارب ترك الاستئصال والاقتصار على ما يبدو به طرف الشفة.) أ هـ.
- ابن القيم في تهذيب السنن في كلامه على حديث عائشة عن النبي أنه قال: «عشر من الفطرة قص الشارب وإعفاء اللحية.» الحديث – ما نصه: (وأما إعفاء اللحية فهو إرسالها وتوفيرها. كره لنا أن نقصها كفعل بعض الأعاجم وكان من زي آل كسرى قص اللحى وتوفير الشوارب فندب أمته إلى مخالفتهم في الزي والهيئة) أ هـ.
- ابن مفلح في الفروع ما نصه: (ويحرم حلقها – يعني اللحية – ذكره شيخنا – يعني ابن تيمية -) وقال أيضا: (وذكر ابن حزم الإجماع أن قص الشارب وإعفاء اللحية فرض) إنتهي المقصود من كلامه.
- المباركفوري في كتابه تحفة الأحوذي شرح جامع الترمذي بعد كلام سبق ما نصه: (قلت: لو ثبت حديث عمرو بن شعيب عن أبيه عن جده المذكور في الباب المتقدم لكان قول الحسن البصري وعطاء أحسن الأقوال وأعدلها لكنه حديث ضعيف لا يصلح للاحتجاج به، وأما قول من قال أنه إذا زاد على القبضة يؤخذ الزائد واستدل بآثار ابن عمر وعمر وأبي هريرة فهو ضعيف، لأن أحاديث الإعفاء المرفوعة صحيحة تنفي هذه الآثار فهذه الآثار لا تصلح للاستدلال بها مع وجود هذه الأحاديث المرفوعة الصحيحة. فأسلم الأقوال هو قول من قال بظاهر أحاديث الإعفاء، وكره أن يؤخذ شيء من طول اللحية وعرضها والله أعلم.) أ هـ. ومراده حديث عمرو بن شعيب المتقدم في كلام المباركفوري.
- محمد الطاهر بن عاشور: يقول (والمصالح التحسينية هي عندي ما كان بها كمال حال الأمة في نظامها حتى تعيش آمنة مطمئنة، ولها بهجة منظر المجتمع في مرأى بقية الأمم، حتى تكون الأمة الإسلامية مرغوباً في الاندماج فيها أو في التقرب منها. فإن لمحاسن العادات مدخلًا في ذلك سواء كانت عادات عامة كستر العورة، أم خاصة ببعض الأمم كخصال الفطرة وإعفاء اللحية)[13]
- محمد أبو زهرة: يقول "فهل كل أفعاله صلى الله عليه وآله وسلم حتى ملبسه ومطعمه تعد من الدين ؟ لقد قسم العلماء أفعال النبى صلى الله عليه وآله وسلم إلى ثلاثة أقسام:

1. أولها: أعمال تتصل ببيان الشريعة؛ كصلاته ـ صلى الله عليه وآله وسلم ـ وصومه وحجه ومزارعته واقتراضه؛ فإن هذا النوع يكون شرعا متبعا. وعلى ذلك نقول: إن أفعال النبى صلى الله عليه وآله وسلم التي تكون بيانا للشريعة قسمان: أفعال هي بيان لمجملها، وأفعال فعلها يدل على إباحتها، وكلا القسمين يفيد العموم في أحكامه، فلا يختص بالنبى صلى الله عليه وآله وسلم
2. القسم الثانى: أفعال من النبى صلى الله عليه وآله وسلم قام الدليل على أنها خاصة به، ومن ذلك التزوج بأكثر من أربع زوجات.
3. القسم الثالث: أعمال يعملها بمقتضى الجبلة البشرية أو بمقتضى العادات الجارية في بلاد العرب، كلبسه صلى الله عليه وآله وسلم وأكله، وما يتناوله من حلال، وطرق تناوله، وغير ذلك فهذه أفعال كان يتولاها بمقتضى البشرية، والطبيعة الإنسانية، وعادات قومه، ومن الأمور ما اختلف فيه بعض العلماء، من حيث كون فعل النبى صلى الله عليه وآله وسلم أو تلبسه به كان من قبيل بيان الشرع أو من قبيل العادات؛ كتربية لحيته بمقدار قبضة اليد، فكثيرون على أنه من السنة المتبعة، وزكوا ذلك بأن النبى صلى الله عليه وآله وسلم قال: (قصوا الشارب وأعفوا اللحى) فقالوا: هذا دليل على أن بقاء اللحية لم يكن عادة، بل كان من قبيل حكم شرعى ـ والذين قالوا: إنه من قبيل العادة لا من قبيل البيان الشرعى قرروا أن النهى لا يفيد اللزوم بالإجماع، وهو معلل بمنع التشبه باليهود والأعاجم الذين كانوا يطيلون شواربهم ويحلقون لحاهم؛ وهذا يزكى أنه من قبيل العادة، وذلك ما نختاره"[14]

- الشيخ محمود شلتوت (شيخ الأزهر الأسبق): «تكلم الفقهاء على حلق اللحى، فرأى بعضهم أنه محرم، ورأى آخرون أنه مكروه» ويقول عن خصال الفطرة: «وقد أخذت هذه الخصال عند كثير من الفقهاء الباحثين عن أحكام الشريعة حكم السنية أو الاستحباب، وأخذ حكم الكراهة، وإعفاء اللحية واحدة من هذه الخصال لا يعدو حكمه حكمها وهو السنية والاستحباب. نعم، جاء في أحاديث خاصة باللحية الأمر بالإعفاء والتوفير وعللت ذلك بمخالفة المجوس والمشركين، ومن هنا فقط أخذ بعض العلماء أن حلق اللحية حرام أو منكر. ونحن لو تمشينا مع التحريم لمجرد المشابهة في كل ما عرف عنهم من العادات والمظاهر الزمنية لوجب علينا الآن تحريم إعفاء اللحى لأنه شأن الرهبان في سائر الأمم التي تخالفنا في الدين. والحق أن أمر اللباس والهيئات الشخصية ومنها حلق اللحى من العادات التي ينبغى أن ينزل المرء فيها على استحسان البيئة، فمن درجت بيئته على استحسان شئ منها كان عليه أن يساير بيئته، وكان خروجه عما ألف الناس فيها شذوذا عن البيئة»[15]
- الشيخ جاد الحق علي جاد الحق شيخ الأزهر الأسبق، معلقاً على الحديث الذي رواه مسلم في صحيحه عن عائشة عن النبي ـ صلى الله عليه وسلم ـ قال: (عشْرٌ مِن الفطرة: قصُّ الشارب، وإعفاء اللحْية، والسواك، واستنشاق الماء، وقصُّ الأظفار، وغسْل البراجِم): أفاد الحديث أن إعفاء اللحية من السُنَن والمَندوبات المَرغوب فيها إذ كل ما نصَّ عليه من السُنَن العادية.

وقد عقَّب القائلون بوُجوب إعفاء اللحية ـ على القائلين بأنه مِن سُنَنِ الإسلام ومَندوباته ـ بأن إعفاء اللحية جاء فيه نصٌّ خاصٌّ أخرجها عن الندْب إلى الوُجوب، وهو الحديث المذكور سابقًا «خالِفوا المُشركين..».
وردَّ أصحاب الرأي القائل بالسُنَّة والندْب بأن الأمر بمُخالفة المُشركين لا يتعيَّن أن يكون للوُجوب، فلو كانت كلُّ مُخالفةٍ لهم مُحتَّمة لتحتَّم صبْغ الشعر الذي وَرَدَ فيه حديث الجماعة: «إن اليهود والنصارى لا يَصبغون فخَالِفُوهم». (رواه البخاري ومسلم وأبو داود والترمذي والنسائي) مع إجماع السلف على عدم وُجوب صبْغ الشعر، فقد صبَغ بعض الصحابة، ولم يصبغ البعض الآخر كما قال ابن حجر في فتح الباري، وعزَّزوا رأيهم بما جاء في كتاب نهج البلاغة : سُئل عليٌّ ـ كرَّم الله وجهه ـ عن قول الرسول ـ صلى الله عليه وسلم: «غيِّروا الشَّيْبَ ولا تَشَبَّهُوا باليهود». فقال: إنما قال النبي ذلك والدينُ قُلٌّ، فأما الآن وقد اتَّسع نطاقه، وضرب بجرانه فامرؤٌ وما يَختار.
مِن أجل هذا قال بعض العلماء: لو قيل في اللحْية ما قيل في الصبْغ مِن عدم الخُروج على عرف أهل البلد لكان أولَى، بل لو تركت هذه المسألة وما أشبهها لظُروف الشخص وتقديره لمَا كان في ذلك بأس.
وقد قيل لأبي يوسف صاحب أبي حنيفة ـ وقد رُؤي لابسًا نَعْلَيْنِ مَخْصُوفيْن بمَسامير ـ إن فلانًا وفلانًا من العلماء كرِهَا ذلك؛ لأن فيه تَشَبُّهًا بالرهبان فقال: كان رسول الله ـ صلى الله عليه وسلم ـ يلبسُ النعال التي لها شعْر، وإنها مِن لبس الرهبان!
وقد جرَى على لسان العلماء القول: بأن كثيرًا ممَّا ورَد عن الرسول ـ صلى الله عليه وسلم ـ في مثل هذه الخِصال يُفيد أن الأمر كما يكون للوُجوب يكون لمُجرد الإرشاد إلى ما هو الأفضل، وأن مُشابهة المُخالفين في الدِّين إنما تَحرُم فيما يُقصد فيه الشبه بشيء مِن خصائصهم الدينية، أمَّا مُجرَّد المشابهة فيما تجري به العادات والأعراف العامة فإنه لا بأْس بها ولا كَراهة فيها ولا حُرمة، والله أعلم.
- كما سُئِل الشيخ جاد الحق إجابة لفتوى عن طالب يرعاه والداه، وأنهما يأمرانه بحلق لحيته فقال:

حمل بعض الفقهاء هذه الأحاديث على الأمر، وسماها كثير منهم سنة يثاب عليها فاعلها ولا يعاقب تاركها، ولا دليل لمن قال إن حلق اللحية حرام أو منكر إلا الأحاديث الخاصة بالأمر بإعفاء اللحية مخالفة للمجوس والمشركين، والأمر في الأحاديث الواردة عن الرسول صلى الله عليه وسلم كما يكون للوجوب يكون لمجرد الإرشاد إلى الأفضل.
والحق الذي ترشد إليه السنة الشريفة وآداب الإسلام في الجملة أن أمر الملبس والمأكل وهيئة الإنسان الشخصية لا تدخل في العبادات التي ينبغي على المسلم الالتزام فيها بما ورد في شأنها عن رسول الله صلى الله عليه وسلم وأصحابه، بل للمسلم أن يتبع فيها ما تستحسنه بيئته ويألفه الناس ويعتادونه ما لم يخالف نصا أو حكما غير مختلف عليه، وإعفاء اللحية أو حلقها من الأمور المختلف على حكم الأمر الوارد فيها بالإعفاء على ما تقدم، (إلى قوله): ..وإذ كان إطلاق اللحية أو حلقها من الأمور التي اختلف العلماء في مدلول الأمر الوارد في السنة في شأنها، هل هو من باب الواجب أو السنة أو الندب.إذ كان ذلك كان على السائل الالتزام بالأمر الوارد في القرآن الكريم الثابت قطعا والذي يؤدى تركه إلى ارتكاب كبيرة من الكبائر هي إغضاب الوالدين وإيذاؤهما، بينما حلق اللحية ليس من المعاصي الثابتة قطعا، إذ إعفاؤها من السنن، والسنة تفسر بمعنى الطريقة كما تفسر بما يثاب فاعلها ولا يعاقب تاركها. ولا شك أن الأولى تنفيذ الأمر بحسن الصحبة مع الوالدين.
المفتى: الشيخ جاد الحق على جاد الحق.
11 أغسطس 1981 م.
- محمد بن إسماعيل المقدم الإسكندراني في أدلة تحريم حلق اللحية ص 135: صرح جمهور الفقهاء بالتحريم، ونص البعض على الكراهة وهي حكم قد يطلق على المحظور لان المتقدمين يعبرون بالكراهة عن التحريم كما نقل ابن عبد البر ذلك في جامع بيان العلم وفضله عن مالك وغيره. اهـ، قال ابن قيم الجوزية تعالى في أعلام الموقعين 1/39: وقد غلط كثير من المتأخرين من أتباع الأئمة بسبب ذلك حيث تورع الأئمة عن إطلاق لفظ التحريم وأطلقوا لفظ الكراهة فنفى المتأخرون التحريم عما أطلق عليه الأئمة، ثم سهل عليهم لفظ الكراهة وخفت مؤنته عليهم فحمله بعضهم على التنزيه. وتجاوز به آخرون إلى كراهة ترك الأولى وهذا كثير جدا في تصرفاتهم فحصل بسببه غلط عظيم على الشريعة وعلى الأئمة.
- الحطاب في مواهب الجليل: 1/216: وحلق اللحية لا يجوز، وكذلك الشارب مثلة وبدعة ويؤدب من حلق لحيته أو شاربه.
- أحمد بن عبد الحليم بن تيمية الحراني: ويحرم حلق اللحية للأحاديث الصحيحة ولم يبحه أحد.
- ابن يوسف الحنبلي في دليل الطالب 1/8. (فصل يسن حلق العانة ونتف الإبط وتقليم الأظفار والنظر في المرآة والتطيب بالطيب والاكتحال كل ليلة في كل عين ثلاثا وحف الشارب وإعفاء اللحية وحرم حلقها ولا بأس بأخذ ما زاد على القبضة منها).
- البهوتي في كشاف القناع 1/75.
- ابن عبد البر في التمهيد: ويحرم حلق اللحية، ولا يفعله إلا المخنثون من الرجال.
- ابن عابدين في رد المحتار 5/261.
- ابن حزم في مراتب الإجماع ص 157: واتفقوا أن حلق اللحية مثلة لا تجوز. أ هـ (المثلة بمعنى التشويه).
- إسماعيل الأنصاري في هامشه على تحريم حلق اللحى ص 6 لعبد الرحمن العاصمي.
- مقبل بن هادي الوادعي في رسالة تحريم الخضاب بالسواد: الذين يتجرأون ويحلقونها ويخالفون أمر رسول الله بإعفائها وبتوفيرها، ورضوا بالتشبه بأعداء الإسلام، والنبي يقول: «من تشبه بقوم فهو منهم». رواه أحمد بسند جيد كما قال في (اقتضاء الصراط المستقيم).
- محمد بن صالح العثيمين في سلسلة لقاء الباب المفتوح (57) إعفاء اللحية واجب ـ أما من عبَّر بأنها سنة من المتأخرين بعد الاصطلاح الذي اصطلحه الفقهاء، فهو يعني أنها سنة لا يأثم تاركهاـ أي: أن إعفاء اللحية سنة لا يأثم به ـ لكن هذا القول مرجوح، وضعيف، والصواب أنها سنةٌ واجبة؛ لأن النبي قال: «خالفوا المشركين، وفروا اللحى، وحفوا الشوارب»، فيكون حلقها من هدي المشركين، وهدي المشركين واجب الاجتناب؛ لقول النبي ﷺ: «من تشبه بقوم فهو منهم».
- العراقي تعالى في طرح التثريب: (واستدل الجمهور على أن الأولى ترك اللحية على حالها، وأن لا يقطع منها شيء، وهو قول الشافعي وأصحابه).
- القاضي عياض: يكره حلقها وقصها وتحريقها.
- القرطبي في المفهم: لا يجوز حلقها ولا نتفها ولا قص الكثير منها.
- ولي الله الدهلوي في كتابه (حجة الله البالغة 1/182): وقصها – أي اللحية – سنة المجوس، وفيه تغيير خلق الله.
- عثمان بن عبد القادر الصافي في كتابه (حكم الشرع في اللحية والأزياء. ص19): فمن ذا الذي يجرؤ على الزعم أن اللحية ليست من خلق الله ؟ بل هي ظاهرة كونية تدخل ضمن نطاق البنية البشرية للإنسان، كما سلف ذكره. وعليه فلا مجال للمراء في أن حلقها هو تبديل لخلق الله، فيكون معنيا في الآية الكريمة) ولآمرنهم فليغيرن خلق الله [النساء 119] وداخلا في عمومها.
- أبو محمد بديع الدين الراشدي السندي: وقد أخبر الصادق المصدوق أن حلق اللحى من عادات المشركين، فيجب على المسلمين الذين آمنوا بالله ورسوله وصدقوه المخالفة لهم وعدم التشبه بهم، فإنه ورد في ذلك وعيد شديد عنه صلى الله عليه وسلم بلفظ: «من تشبه بقوم فهو منهم». وقال التوربشتي: قص اللحية كان من صنع الأعاجم وهو اليوم شعار كثير من المشركين كالإفرنج والهنود ومن لا خلاق له في الدين من الفرق الكافرة، طهر الله حوزة الدين منهم. (من كتاب إيفاء اللهي حاشية إعفاء اللحى ورقة 3 لمحمد حياة السندي وأبي محمد الراشدي).
- الكاندهلوي (نيل الأوطار 1/123): ولا يرتاب مرتاب في أن التشبه الكامل بالنساء يحصل بحلق اللحية.
- أحمد قاسم العبادي - من الشافعية – ما نصه: قال ابن الرفعة في حاشية الكافية: إن الشافعي قد نص في الأم على تحريم حلق اللحية، وكذلك نص الزركشي والحليمي في شعب الإيمان وأستاذه القفل الشاشي في محاسن الشريعة على تحريم حلق اللحية.
- قال السفاريني – من أعيان الحنابلة - في غذاء الألباب 1/376 ما نصه: المعتمد في المذهب، حرمة حلق اللحية.
- عمر بن عبد العزيز قال: (حلق اللحية مثلة، والرسول ينهي عن المثلة) ذكر ذلك ابن عساكر.
- عبد الجليل عيسى في كتابه مالا يجوز فيه الخلاف قال: (حلق اللحية حرام عند الجمهور، مكروه عند غيرهم).
- صالح بن فوزان الفوزان في البيان ص 312: (أن الأحاديث الصحيحة – يعني في اللحية - تدل على حرمة حلق اللحية)
- ويقول يوسف القرضاوي: نرى أن في حلق اللحية ثلاثة أقوال:

قول بالتحريم وهو الذي ذكره ابن تيمية وغيره.
وقول بالكراهة وهو الذي ذكر في الفتح عن عياض ولم يذكر غيره.
وقول بالإباحة وهو الذي يقول به بعض علماء العصر.
ولعل أوسطها أقربها وأعدلها -وهو القول بالكراهة- فإن الأمر لا يدل على الوجوب جزما وإن علل بمخالفة الكفار، وأقرب مثل على ذلك هو الأمر بصبغ الشيب مخالفة لليهود والنصارى، فإن بعض الصحابة لم يصبغوا، فدل على أن الأمر للاستحباب.
صحيح أنه لم ينقل عن أحد من السلف حلق اللحية، ولعل ذلك لأنه لم تكن بهم حاجة لحلقها وهي عادتهم.والله أعلم.
- ويقول فيصل مولوي نائب رئيس المجلس الأوربي للإفتاء:

ذهب جمهور الفقهاء من الحنفية والمالكية والحنابلة وهو قول في مذهب الشافعية، إلى حرمة حلق اللحية لأنه مخالف للأمر النبوي بالإعفاء، والأصح في مذهب الشافعية أن حلق اللحية مكروه، وقال كثير من العلماء المعاصرين إن أمر النبي صلى الله عليه وسلم بإعفاء اللحى وتوفيرها إنما يُحمل على الاستحباب وليس الوجوب، لذلك لم يجدوا شيئاً في حلق اللحية، وقالوا إنما هي من الأفعال العادية للرسول صلى الله عليه وسلم وليست من الأمور التعبدية الشرعية، والحق أن النهي عن حلق اللحية جاء في عدد من النصوص الصريحة الواضحة التي لا خلاف فيها. وإنما قيس على أمره صلى الله عليه وسلم بالتخضب أي صبغ الشعر، حيث أمر النبي صلى الله عليه وسلم بتغيير الشيب مخالفة لليهود والنصارى، وثبت أن بعض الصحابة خضب وبعضهم لم يخضب، وفهموا من أمر النبي الاستحباب وليس الوجوب، أما في موضوع اللحية فإنه لم ينقل عن واحد من السلف حلق اللحية، ولعل ذلك يرجع إلى عدم حاجتهم إلى حلقها وأنها عادتهم، أما إن كان هناك خوف على دين المسلم أو ماله أو نفسه أو عرضه، فإنها تكون ضرورة عند جميع المذاهب والضرورات تبيح المحظورات.

## فتاوى أعضاء هيئة كبار العلماء في السعودية

### ابن باز وحكم إعفاء اللحية

صورة شخصية للشيخ عبد العزيز ابن باز

قال الشيخ ابن باز، الذي كان عضوًا مؤسسًا وفاعلًا في هيئة كبار العلماء في السعودية منذ إنشائها، ثم تولّى رئاستها حتى وفاته، مما جعله المرجع الأعلى في إصدار الفتاوى الرسمية في السعودية خلال فترة رئاسته: "حلق اللحية أو قصها كله محرم ممنوع، لا يجوز للمسلم أن يقص لحيته ولا أن يحلقها، لما ثبت عن رسول الله عليه الصلاة والسلام أنه قال: (قصوا الشوارب وأعفوا اللحى، خالفوا المشركين) هكذا قال عليه الصلاة والسلام فيما صح عنه رواه البخاري ومسلم في الصحيحين من حديث ابن عمر رضي الله تعالى عنهما، وقال أيضاً عليه الصلاة والسلام: (جزوا الشوارب وأرخوا اللحى خالفوا المجوس) وفي لفظ: (ووفروا اللحى) رواه مسلم في الصحيح، هذا يدل على وجوب إعفاء اللحية وتكريمها وتوفيرها وإرخائها. فالواجب على الأمة اتباع الرسول صلى الله عليه وسلم وطاعة أمره وترك نهيه، هذا هو الواجب على جميع الأمة، وقد ثبت عنه عليه الصلاة والسلام أنه قال: (كل أمتي يدخلون الجنة إلا من أبى، قيل: يا رسول الله! من يأبى؟ قال: من أطاعني دخل الجنة، ومن عصاني فقد أبى) رواه البخاري. فنصيحتي لجميع المسلمين في كل مكان أن يوفروا اللحية وأن يكرموها ويرخوها وأن يحذروا حلقها وقصها، وأن لا يتأسوا بمن فعل ذلك من الناس اليوم، فقد كثر من فعل ذلك اليوم، فلا ينبغي للمؤمن أن يتأسى بمن فعل ذلك، ولكن يأخذوا بأمر النبي صلى الله عليه وسلم، ويطيعوه عليه الصلاة والسلام، ويعفي لحيته ويكرمها طاعة لله واتباعاً لشريعته والله ولي التوفيق."
سئل كذلك عن حكم حلق اللحية بهدف جعلها تنمو من جديد بشكل أطول وأكثر تحسيناً فقال:
ليس لك حلق اللحية، يقول صلى الله عليه وسلم: (قصوا الشوارب واعفوا اللحى) ، (قصوا الشوارب ووفروا اللحى، خالفوا المشركين) لا يجوز لك؛ ولكن تسأل الله أن يحسنها ويعدلها.

صورة للشيخ لابن باز مع الملك فيصل.

### ابن عثيمين وحكم إعفاء اللحية
يعد الشيخ ابن عثيمين أحد كبار العلماء في المملكة العربية السعودية, فقد شغل عددًا من المناصب العلمية والإدارية البارزة في المملكة العربية السعودية، عُيِّن عضوًا في هيئة كبار العلماء ابتداءً من عام 1407هـ حتى وفاته. كما كان عضوًا في المجلس العلمي بجامعة الإمام محمد بن سعود الإسلامية خلال العامين الدراسيين 1398–1400هـ، وشارك أيضًا في مجلس كلية الشريعة وأصول الدين بفرع الجامعة في منطقة القصيم، حيث تولّى رئاسة قسم العقيدة فيها، وأسهم من خلال هذه المناصب في تطوير البحث العلمي وتعليم العلوم الشرعية.
سئل الشيخ السؤال التالي: (ما حكم ترك الشارب وقص اللحية؟), فأجاب قائلا: "لا يجوز هذا، الواجب إعفاء اللحية وتركها، وقص الشارب سنة مؤكدة".

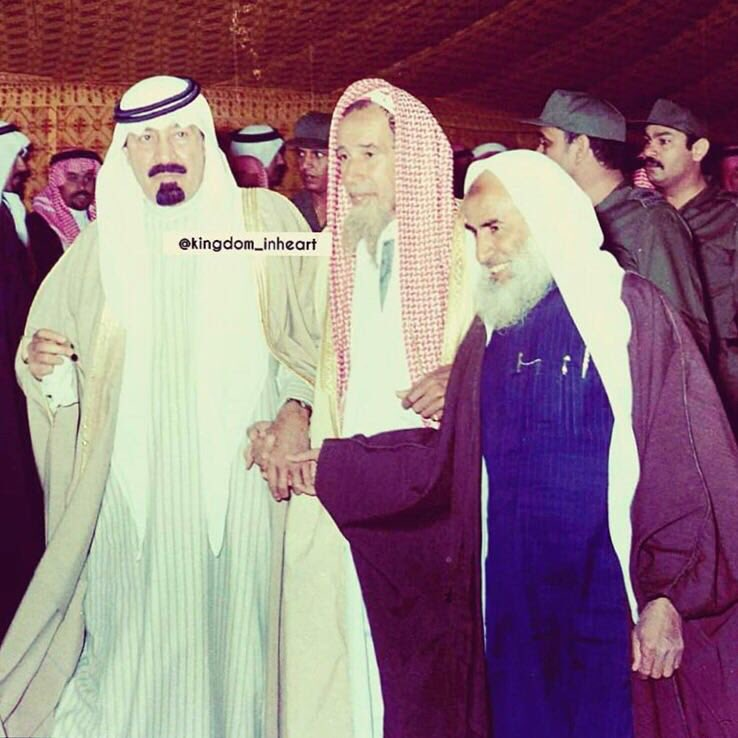
الشيخ محمد بن صالح العثيمين مع الملك عبد الله.

### صالح الفوزان وحكم إعفاء اللحية
الشيخ صالح الفوزان, وهو أحد كبار العلماء المعاصرين في المملكة العربية السعودية، وعضو بارز في المؤسسات الدينية الرسمية. يشغل عضوية هيئة كبار العلماء، وهي أعلى هيئة شرعية استشارية في السعودية، كما يُعد عضوًا دائمًا في اللجنة الدائمة للبحوث العلمية والإفتاء، وهي الجهة المخولة بإصدار الفتاوى الرسمية في السعودية.
سئل الشيخ السؤال التالي: (ما حكم الأخذ من اللحية وما حكم حلقها؟), فأجاب قائلا: "كلاهما حرام لا يجوز الأخذ منها ولا حلقها، المطلوب إعفاؤها، أعفوا اللحى، أكرموا اللحى، وفروا اللحى هذا ليس توفير هذا إهانة لها."

## فتاوى دار الإفتاء المصرية
فتوى رقم مسلسل 261 بتاريخ 11/15/ 2005: بالنسبة لحلق اللحية فإن من المقرر شرعًا أن إعفاء اللحية وعدم حلقها مأثور عن النبي صلى الله عليـه وآله وسلم، وقد كان يهذبها ويأخذ من أطرافها وأعلاها بما يحسنها بحيث تكون متناسبة مع تقاسيم الوجه والهيئة العامة. وقد كان يعتني بتنظيفها بغسلها بالماء وتخليلها وتمشيطها. وقد تابع الصحابة رضوان الله عليهم الرسول عليه الصلاة والسلام فيما كان يفعله وما يختاره
وقد وردت أحاديث نبوية شريفة ترغب في الإبقاء على اللحية والعناية بنظافتها، كالأحاديث المرغبة في السواك وقص الأظافر والشارب.
- فحمل بعض الفقهاء هذه الأحاديث على الوجوب وعليه يكون حلق اللحية حرامًا
- بينما ذهب بعضهم الآخر إلى أن الأمر الوارد في الأحاديث ليس للوجوب بل هو للندب وعليه يكون إعفاء اللحية سنة يُثاب فاعلها ولا يعاقب تاركها

أما دليل من قال بأن حلق اللحية حرام فهو الأحاديث الخاصة بالأمر بإعفاء اللحية مخالفة للمجوس والمشركين، وروى مسلم عن عائشة رضي الله عنها عن النبي صلى الله عليه وآله وسلم أنه قال: «عَشْرٌ مِنَ الْفِطْرَةِ: قَصُّ الشَّارِبِ، وَإِعْفَاءُ اللِّحْيَةِ، وَالسِّوَاكُ، وَاسْتِنْشَاقُ الْمَاءِ، وَقَصُّ الأَظْفَارِ، وَغَسْلُ الْبَرَاجِمِ، وَنَتْفُ الإِبْطِ، وَحَلْقُ الْعَانَةِ، وَانْتِقَاصُ الْمَاءِ» قَالَ بعض الرواة: وَنَسِيتُ الْعَاشِرَةَ إِلاَّ أَنْ تَكُونَ الْمَضْمَضَةَ
ويقول أصحاب الرأي الآخر وهم الشافعية: إن الأوامر المتعلقة بالعادات والأكل والشرب واللبس والجلوس والهيئة .. إلخ تُحْمَل على الندب لقرينة تعلقها بهذه الجهات، ومثلوا ذلك بالأمر بالخضاب والصلاة في النعلين ونحو ذلك . كما أفاد ابن حجر العسقلاني في فتح الباري
وبناء على ما سبق فهناك اختلاف بين الفقهاء بين الجواز وعدمه في مسألة حلق اللحية، والخروج من الخلاف مستحب، ومن ابتلي بشيء من الخلاف وتعذر عليه الخروج منه فليقلد من أجاز.
وقد جعل الشرع الشريف للعرف مدخلا في اللبس والهيئة، ونهى النبي صلى الله عليه وآله وسلم عن ثوب الشهرة الذي يلبسه صاحبه مخالفًا به عادات الناس فقال: «مَنْ لَبِسَ ثَوْبَ شُهْرَةٍ أَلْبَسَهُ اللَّهُ ثَوْبَ مَذَلَّةٍ يَوْمَ الْقِيَامَةِ»
وينبغي للمسلم المحب للسنة:
- أن يكون مدركًا لشأنه عالمًا بزمانه وأن يحسن تطبيقها بطريقة ترغب الناس وتحببهم فيها فلا يكون فتنة يصدهم عن دينهم
- وأن يفرق فيها بين السنن الجبلية وسنن الهيئـات التي تختلف باختلاف الأعراف والعادات وغيرها من السنن
- وأن يعتني بترتيب الأولويات في ذلك فلا يقدم المندوب على الواجب ولا يكون اعتناؤه بالهَدْي الظاهر على حساب الهَدْي الباطن وحسن المعاملة مع الخلق
- وأن يأخذ من ذلك بما يفهمه الناس وتسعه عقولهم وعاداتهم حتى لا يكون ذريعة للنيل من السنة والتكذيب بها كما قال علي كرم الله وجهه: «حَدِّثُوا النَّاسَ بِمَا يَعْرِفُونَ وَدَعُوا مَا يُنْكِرُونَ؛ أَتُحِبُّونَ أَنْ يُكَذَّبَ اللَّهُ وَرَسُولُه!» رواه البخاري وغيره، وقال عبد الله بن مسعود رضي الله عنه: «مَا أَنْتَ بِمُحَدِّثٍ قَوْمًا حَدِيثًا لاَ تَبْلُغُهُ عُقُولُهُمْ إِلاَّ كَانَ لِبَعْضِهِمْ فِتْنَةً» رواه مسلم اهـ

كما أجابت دار الإفتاء المصرية على سؤال «وزارة الداخلية المصرية» حول مسألة «الضباط الملتحين» بإصدار فتوى تبين أن هناك ثلاثة أقوال في المسألة وليس قولاً واحداً ولا إجماعاً كما يصور بعض الدعاة وبعض الإتجاهات، وجاء في بيان دار الإفتاء ما نصه:
"أشارت الفتوى إلى اختلاف الفقهاء في حكم إطلاق اللحية قديماً وحديثاً، لافتة إلى:
1. أن فريقا قال بأنها من سنن العادات وليست من الأمور التعبدية، وأن الأمر الوارد فيها ليس للوجوب ولا الاستحباب وإنما للإرشاد
2. وآخر قال بأنها من سنن الندب (أي الاستحباب)
3. وثالث قال بوجوب إطلاقها وحرمة حلقها أو قصها.

وعددت الفتوى بعض المصادر القديمة والحديثة التي اعتمدت عليها مشيرة إلى فتوى محمود شلتوت وأخرى لمحمد أبو زهرة والمفتَى به في مذهب الشافعي بكراهية الحلق لا بحرمته.
وعقبت الفتوى مؤكدة أن هذا الخلاف ينبغي أن تحكمه القواعد الفقهية المقررة من عدم الإنكار في المختلف فيه، واستحباب الخروج من الخلاف، وتأكيد الفقهاء على أن من ابتلي بشيء من الخلاف فله أن يقلد من أجاز من أهل العلم." 

## حكمها عند الشيعة
جاء في مستدرك الوسائل ج1 ص406، وفي وسائل الشيعة ج2 ص116: «باب عدم جواز حلق اللحية واستحباب توفيرها قدر قبضة» 

## مسائل جدلية في مسألة حلق اللحية
- قال بعضهم: حلق اللحية للرجال أنها تغيير لخلق الله: والدليل قوله تعالى عن إبليس ولآمرنهم فليغيرن خلق الله [النساء 119]. قالوا: هذا نص صريح في أن تغيير خلق الله بدون إذن منه تعالى: (بإباحة ذلك الأمر)، تكون طاعة لأمر الشيطان وعصيانا لأوامر الرحمن.

والأرجح إنها ليست تغيير لخلقِ الله لأن المسلم من سنتهِ أن يحلق أبطه وشعر العانة وحتى شعر الرأس بل وشعر الشارب وإذا كان حلق شعر معين هو تغيير لخلقِ الله إذا فحلق جميع الشعر تغيير خلق الله وهذا الاستدلال ليس صحيحا والله أعلم.
كما أن قولهم بأن الحلق تغيير لخلق الله: تغافل منهم عن قاعدة أن الحُكم الواحد لا يجوز أن يُعَلّل بعِلّتين عن جمهور الأصوليين. فالعلة الوحيدة التي ذكرها النبي محمد هي التشبه بالمجوس. فلا يجوز أن نزيد على ذلك من كَيسنا، كما أن الخلاف في جوز التعليل بعلتين محله «العلل المستنبَطة» لا «العلل المنصوصة للشارع»
- قالوا بلعن الحليق قياساً على النمص ولعن النامصة والمتنمصة. وهذا يعارض ما تقرر في كتب الأصول أن القياس يكون في الأحكام لا في العقوبات المعنوية كاللعن وغضب الله وعدم دخول الجنة. وذلك أن الله وحدهُ هو الذي يعلم من يستحق تلك العقوبة، ولا يجوز تعميمها بقياس.

- كما قالوا بأن حلقها يعتبر من المثلة والتشويه.

ولكن المثلة تختلف باختلاف الأزمان والأماكن. فمثلاً إن عمر بن الخطاب كان يرى حلق الرأس مثلة. كما أن التعليل بأن عدم جواز حلق اللحية لأجل المُثلَة غير مُسلّم أيضاً. لأن النبي محمد نص على علة النهي عن ذلك، وهي مخالفة المشركين. فلا يجوز القول في ذلك بغير ما ورد بهِ النص، كما هو معلوم. ولأجل ذلك تجِد القول بأن العلة هي المُثلة لا يستقيم مع هذا الوقت. لأن عدم الحلق صار هو المثلة!
يرى بعض المعاصرين أن السبب في قلة كلام السلف حول حكم اللحية هو أن حلقها لم يُعرف إلا في عصرنا، وقد ذكر ابن تيمية كلامًا يٌفيد غرابة حلق اللحية، فقال في أحدهم: ”فَإِنَّهُ كَانَ رُبَّمَا يُجَنُّ وَيُذْهَبُ بِهِ إلَى الْمَارَسْتَانِ [يعني مشفى المجانين] وَيَحْلِقُ لِحْيَتَهُ” فيبدو أن حلق اللحية في عصرهِ كان لا يفعلهُ الرجال إلا مَن أصيب بالجنون أو ما شابه ذلك.
وهكذا في شرح يتيمة الدهر قال الثعالبي: “(كل ممرور) قوم يلبسُونَ الثِّيَاب المخرقة ويحلقون لحاهم ويوهمون أَنهم موسوسون”.
وكذلك ما قاله ابن الحاج: “وَكُنْتُ أَعْهَدُ مِثْلَ هَذِهِ الْأَشْيَاءِ بِبِلَادِ الْمَغْرِبِ تُفْعَلُ عَلَى أَبْوَابِهَا وَيَتَضَاحَكُ النَّاسُ عَلَيْهَا فِي لَهْوِهِمْ وَلَعِبِهِمْ وَيَسْتَغْنُونَ بِسَبَبِهَا وَهُمْ فِي هَذِهِ الْبِلَادِ فِي بَعْضِ الْأَمَاكِنِ يَعُدُّونَهَا مِنْ الْكَرَامَاتِ ويَعْتَقِدُونَهُمْ بِسَبَبِهَا وَمِنْهُمْ طَائِفَةٌ اسْتَنَّتْ سَنَةً سَيِّئَةً وَهُمْ الَّذِينَ يَحْلِقُونَ لِحَاهُمْ، وَذَلِكَ مُخَالَفَةٌ لِلسُّنَّةِ وَارْتِكَابٌ لِلْبِدْعَةِ لِغَيْرِ ضَرُورَةٍ شَرْعِيَّةٍ.” جزء 3 صفحة 197.
وقال أبو البقاء الهاشمي: “والعجب من النصارى منهم من يَجُبُ مذاكيره ويخصي نفسه. وآخرون يحلقون لحاهم.” تخجيل من حرف التوراة والإنجيل ج2 ص588
وقال ابن رشد الحفيد: “وأَما المخازي التي تلحق الإِنسان مما يناله من غيره أَو يذعن له أَو تتصل به بأَي وجه اتصل، فكل ما كان مما يؤدي به إِلى أَن يهوى بها عند الناس وأَن يعير به، وذلك مثل جميع الهئات البدنة القبيحة، مثل أَن تحلق لحيته، أَو يتزيا الرجل بزي المرأَة، ومثل جميع الفواحش التي تفعل بالنساءِ والصبيان. ومن هذا الفضيحة والهوان” 
وقد كان الناس يرون حلق اللحية تشبهًا بالنساء، كما ذكر البغدادي في تاريخ أن شخصًا: “حلق لحيته وتشبه بالنساء”، بل حتى الخنثى قيل بمنعه من حلقها، فقال جلال الدين العدوي “وَيَمْنَعُ الْمُحْتَسِبُ الْخُنْثَى مِنْ حَلْقِ لِحْيَتِهِ أَوْ نَتْفِهَا ” 
وقال السبكي: “وقد تساهل في هذا الزمان كثير من المتعلمين فحلقوا لحاهم ووفروا شواربهم، وتشبه جماعة منهم ببعض الكافرين. فحلقوا أطراف الشارب ووفروا ما تحت الأنف واغترّ بهم كثير من الجاهلين، وأما المرأة إذا نبتت لها لحية فيطلب منها إزالتها. فهل اعتقد الذين يحلقون لحاهم أنهم نساء ففعلوا ما يطلب فعلهِ من النساء فلا حول ولا قوّة إلا باللهِ العلي العظيم وإنا لله وإنا إليه راجعون” 

## مؤلفات في الموضوع
- حكم إعفاء اللحية وخبر الآحاد

هي رسالة فقهية وعقدية من تأليف الشيخ عبد العزيز بن عبد الله بن باز، تناول فيها مسألتين أساسيتين: الأولى هي وجوب إعفاء اللحية وتحريم حلقها، والثانية هي حجية خبر الآحاد في العقائد والأحكام. صدّرت الرسالة بمقدّمة علمية كتبها الشيخ محمد بن حسن آل الشيخ، عضو هيئة كبار العلماء وعضو اللجنة الدائمة للإفتاء في المملكة العربية السعودية، تضمنت تأكيدًا على أهمية الموضوعين ومكانتهما في الشريعة الإسلامية. قام بتحقيق الرسالة والعناية بها عبد الجبار بن عبد العظيم آل ماجد، وصدرت عن دار التوحيد للنشر في طبعة بلغت صفحاتها 104 صفحة.